# Nikołaj Gabrowski
Nikołaj Gabrowski (bułg. Николай Габровски; ur. 29 listopada 1971 w Sofii) – bułgarski lekarz, specjalista w zakresie neurochirurgii, profesor.

## Życiorys
W 1996 ukończył studia medyczne na Uniwersytecie Medycznym w Sofii. W 2004 specjalizował się w zakresie neurochirurgii. Uzyskał również profesurę. Zawodowo od drugiej połowy lat 90. związany z kliniką neurochirurgii szpitala uniwersyteckiego UMBAŁSM „Nikołaj Iwanowicz Pirogow” w Sofii. Został kierownikiem tej kliniki, a także zastępcą dyrektora szpitala. W 2011 powołany na krajowego konsultanta w dziedzinie neurochirurgii. W 2018 został przewodniczącym bułgarskiego towarzystwa neurochirurgii oraz wiceprzewodniczącym Bułgarskiego Towarzystwa Medycznego. W 2021 wybrany na członka korespondenta Bułgarskiej Akademii Nauk.
Po przedterminowych wyborach w 2022 partia GERB wskazała go jako swojego kandydata na premiera. Nikołaj Gabrowski został desygnowany na tę funkcję, przedstawił następnie proponowany skład gabinetu (o charakterze rządu eksperckiego). W grudniu tegoż roku Zgromadzenie Narodowe odmówiło zatwierdzenia jego rządu (przy 113 głosach „za” i 125 głosach „przeciw”).